# John Rutherford (réalisateur)
Pour les articles homonymes, voir John Rutherford.
John Rutherford est un réalisateur américain de films pornographiques gay.

## Biographie
Il travaille dans les années 1990 comme réalisateur pour les studios Falcon Entertainment, et réalise plusieurs des grands succès de la société, récompensés par les prix spécialisés.
Il prend le poste de directeur de Falcon en 2000, à la mort de son fondateur, Chuck Holmes.
En 2003, il rachète les studios COLT.

## Filmographie choisie
- 1994 : Flashpoint
- 1994 : The Renegade, avec Ken Ryker
- 1995 : The Other Side of Alpen 3: Snowbound, avec Chad Knight
- 1996 : The Code of Conduct, avec Jake Andrews, Tom Chase
- 1997 : Mercury Rising, avec Rod Barry, Travis Wade
- 1997 : Heatwave, avec Tom Chase, Adriano Marquez
- 1997 : California Kings, avec Tom Chase
- 1998 : French Connections 2, avec Thom Barron
- 2000 : The Crush
- 2000 : Out of Athens, avec Dean Phoenix, Colby Taylor
- 2001 : The Other Side of Aspen 5, avec Chad Hunt, Matthew Rush
- 2002 : Deep South: The Big and the Easy coréalisé avec Chi Chi LaRue, avec Jeremy Jordan, Matthew Rush, Tommy Brandt, Chris Steele
- 2004 : Buckleroos coréalisé avec Jerry Douglas, avec Dean Phoenix, Árpád Miklós

## Récompenses
- 1994 : GayVN Awards du meilleur réalisateur pour Flashpoint[3]
- 1995 : 
  - Grabby Awards du meilleur réalisateur pour Flashpoint
  - GayVN Awards du meilleur réalisateur pour The Renegade[3]
- 2001 : GayVN Awards du meilleur réalisateur pour Out of Athens 1
- 2002 : GayVN Hall of Fame
- 2003 : 
  - Grabby Awards Wall of Fame
  - Grabby Awards du meilleur réalisateur pour Deep South: The Big and the Easy[3]
- 2005 : 
  - Grabby Awards du meilleur réalisateur pour Buckleroos
  - GayVN Awards du meilleur réalisateur pour Buckleroos[3]